# Phillips Petroleum
Phillips Petroleum Company foi uma empresa de petróleo fundada em 1917 por L.E. Phillips and Frank Phillips em Tulsa, Oklahoma. Em 30 de agosto de 2002 fundiu-se com a Conoco Inc. para formar a ConocoPhillips.